# 호노하라촌 (아이치현)
호노하라촌(穂原村)은 아이치현 호이군에 설치되었던 촌이다. 현재의 도요카와시에 해당한다.